# Boi B
Boi B(본명: 김성경, 1986년 9월 4일 ~ )는 대한민국의 래퍼다. 현재 리듬파워 소속이다.

## 출연
- Show Me The Money 5 (참가자)
- Show Me The Money 6 (참가자)
- 고등래퍼2 (멘토)
- 고등래퍼3 (심사위원)
- 고등래퍼4

## 디스코 크래피

### 싱글
- 2011년 5월 26일 [싱글] 안생겨요 (이치원(EachONE)과의 합동 싱글)
- 2017년 4월 25일 [EP] Night Vibe
- 2017년 9월 7일 [싱글] REBORN (박재범, ILLSON과의 합동 싱글)
- 2018년 7월 25일 [싱글] 네이마르
- 2020년 9월 4일 [싱글] Night Vibe 1.4
- 2021년 1월 20일 [싱글] TAKEMETOTHEMOON

### 피쳐링
- 119 REMIX
- 격리해제
- New Champ - 쟁이들
- 조광일 - 난세 freestyle
- 기린
- Oldschool Love (Feat. 보이비)
- Osl (Feat. 보이비)
- 요즘 세대 연애방식 (Feat. 보이비, Hoody)
- 마일드 비츠
- B On The Mic (Feat. 보이비)
- 내 다음은 (Feat. 보이비, 지구인, 행주)
- 맥랩
- 트렁크 (Feat. 보이비, 최서현)
- 밤비행기 (Feat. 보이비, Chin)
- 이치원(EachONE)
- 안 생겨요 (Feat. 보이비, DJ Freekey)
- 파랗던 꿈(Feat. 보이비)
- 극적인 (Feat. 보이비)
- 쿠세 (Feat. 보이비, BewhY)
- Cowboy (Feat. 보이비)
- 장원급제 (Feat. 보이비, 오왼)
- 올 댓 - 잊지 못해서 (Feat. 보이비)
- 알이비 - You Know What (Feat. 보이비)
- 아이엔씨 - Still On Fire (Feat. 보이비)
- 소리헤다 - Walk With Me (Feat. 보이비)
- 프라이머리 - 거기서 거기읾 (Feat. 다이나믹 듀오, E-Sens, 보이비)
- C JAMM - Make You Proud (Feat. 보이비)
- LAYBACKSOUND - Blackbox (Feat. 보이비)
- 자이언트핑크 - E.G.O. (Feat. 보이비, 산체스
- 설아 - 문라이트 (Feat. 보이비)
- 거미 - 남자의 정석 (Feat. 보이비)
- 마이크로닷 - Way Up (Feat. 보이비)
- 정기고 - Timeline (Feat. 보이비)
- MAN1AC - 개같이 (Feat. 보이비, DAE)
- Rohann, ASH ISLAND - Like it(Feat. 보이비, 행주)
- 김농밀 - Young Wave (Feat. 보이비, 행주)
- ELO - 0809 (Feat. 보이비, goodkiddaily)
- 뮤지 - 어쩐지 저녁 (Feat. 보이비)
- 스내키 챈 - Skillz (Feat. 보이비, 에이체스)
- 차우 - Get You (Feat. 보이비, 이치원)
- snzae - Backpack (Feat. 보이비, Paloalto)
- MELOH - SMILE (Feat. 보이비)
- ITOWNKID - Touch (Feat. 보이비)
- RAUDI - 24/7 (Feat. 보이비, 블라세)
- $ÜN - EMPTY (Feat. 보이비)
- Yung woody - OK (Feat. 보이비)
- VENKO - Badman (Feat. 보이비, 지구인, 행주)
- 노아 - D Flight (Feat. 보이비, 언텔)
- 알이에스티 - GOTTA DO (Feat. 보이비, X.Q)
- 차메인 - A-Team ! (Feat. 보이비)
- 데이데이 - Meet Ya Maker (Feat. 보이비)
- Bronze - TIME CAPSULE (Feat. 보이비)
- Nuol - 나랑 (Feat. 보이비, 사운드킴)

### 리듬파워

#### 음반 목록
- 2010년 8월 26일 EP 앨범 〈리듬파워〉
- 2012년 5월 3일 디지털 싱글 〈리듬파워〉
- 2012년 7월 5일 미니 앨범 〈누구 하나 빠짐없이 잘생겼다 리듬파워〉
- 2012년 8월 16일 〈MM Choice Part 3〉
- 2013년 10월 14일 싱글 앨범 〈THE TRIO - STAGE ONE〉
- 2014년 1월 23일 미니 앨범 〈월미도의 개들〉
- 2017년 2월 7일 디지털 싱글 〈방사능 (Bangsaneung)〉

#### 참여 앨범
- 2009년 1월 13일 〈K.I.N.G (Knocking Into New Glory)〉
- 2009년 2월 24일 〈Touch Me〉 All That - 《잊지 못해서》 Boi B 피쳐링
- 2009년 5월 26일 〈Supernatural Theraphy Vol.1: Sign〉 REB - 《You Know What》 Boi B 피쳐링
- 2009년 6월 25일 〈E.Via a.k.a. Happy E.Vil〉 이비아 - 《오빠! Rap 해도 돼? (Radio Edit Ver.)》, 《오빠! 나 해도 돼? (XXX Ver.)》 지구인 피쳐링
- 2009년 7월 2일 〈Rainbow 7〉 Mild Beats - 《B on the MIC》 Boi B 피쳐링
- 2009년 7월 7일 〈INCitant〉 INC - 《Burnin'》, 《Still On Fire》 (Boi B)
- 2009년 10월 7일 〈수능대박 (D-Day)〉 INC - 《Teenage Love》 행주 피쳐링
- 2010년 11월 9일 〈The Speaker of Teen (EP)〉 앤덥 - 《We Rise》 지구인 피쳐링
- 2011년 1월 21일 〈We Roll]]〉 CB1 - 《Keep Fresh》 피쳐링
- 2011년 2월 18일 〈1집 소리헤다〉 소리헤다 - 《Walk With Me》 Boi B 피쳐링
- 2011년 5월 11일 〈0.99〉 MIKEMANIA - 《Updown》 지구인 피쳐링
- 2011년 5월 26일 〈안 생겨요 (Single)〉 - EachONE - 《안 생겨요》Boi B 피쳐링
- 2011년 9월 23일 〈Deegie's In True Mental〉 Deegie - 《카사블랑카》 피쳐링
- 2011년 10월 7일 〈Simon Dominic Presents 'SNL LEAGUE BEGINS'〉 SIMON Dominic - 《컴플렉스 (Complex 3)》 지구인 피쳐링
- 2011년 10월 20일 〈Heavy Deep〉 Deepflow - 《이 구역에 미친놈은 나야》 지구인 피쳐링
- 2011년 12월 21일 〈그대여 이제〉 기린 (KIRIN) - 《그대여 이제》 피쳐링, 《Old School Love》 Boi B 피쳐링
- 2012년 1월 4일 〈DIGILOG 2/2〉 다이나믹 듀오 - 《오해 (Misunderstood)》 행주 피쳐링
- 2012년 9월 6일 〈인기가Yo! 메가믹스〉 기린 (KIRIN) - 《Osl (Firstaid Mix)》 Boi B 피쳐링
- 2012년 9월 13일 〈Everyday Struggle (Old School Mix)〉 JA - 《Everyday Struggle (Old School Mix)》
- 2012년 10월 31일 〈Primary And The Messengers LP〉 Primary - 《2주일》 피쳐링 《거기서 거기읾》 Boi B 피쳐링
- 2013년 5월 15일 〈Beautiful Struggle〉 Mild Beats - 《내 시작은》 피쳐링
- 2013년 11월 14일 〈Go So Yello〉 C Jamm - 《Make You Proud》 Boi B 피쳐링
- 2014년 1월 17일 〈Blackbox (SINGLE)〉 Laybacksound - 《Blackbox》 Boi B 피쳐링
- 2014년 4월 7일 〈Novel〉 CODE KUNST - 《Time's Up》 지구인, 행주 피쳐링
- 2014년 9월 11일 〈WE#SLSD〉 소울라임 - 《Ride Something》 행주 피쳐링
- 2014년 10월 7일 〈오리지널〉 차붐 (Chaboom) - 《반도의 No.1 난봉꾼》 피쳐링
- 2014년 10월 16일 〈REDINGRAY〉 개코 - 《복수의 칼 2》 행주, 지구인 피쳐링
- 2014년 11월 20일 〈사랑과 행복〉 기린 (KIRIN) - 《요즘 세대 연애방식》 Boi B 피쳐링
- 2015년 5월 7일 〈Crumple〉 코드쿤스트 (CODA KUNST) - 《Directors》 지구인, 행주 피쳐링